# Lekdijk Oost
De Lekdijk Oost is het oostelijk deel van de dijk langs de Lek binnen de grenzen van het dorp Beusichem. Een klein deel (circa 100 meter) van de straat ligt op Zoelmonds grondgebied. De straat begint op de kruising Einde/Veerweg in Beusichem, vanwaar ook de Lekdijk West start, maar dan in de tegengestelde richting loopt. De Lekdijk Oost loopt vanhier langs de gehele noordzijde van het dorp en gaat op de kruising met de Schaardijkseweg in Zoelmond over in Lekbandijk. In de zomermaanden is dit deel van de Lekdijk erg in trek bij recreanten, zoals fietsers, maar ook bij motorrijders of tuktukrijders.

## Dijkverbetering Hagestein-Opheusden
In de periode 2013-2015 staat er op het dijkdeel tussen Hagestein en Opheusden een dijkverbetering gepland. Ook de Lekdijk Oost, die op dit traject ligt, ondergaat een hevige verandering. Op verschillende plaatsen wordt de dijk ongeveer een meter verhoogd. Daarnaast wordt het dijktalud op verschillende plaatsen minder steil gemaakt of wordt de gehele dijk enkele tientallen meters verplaatst. Deze veranderingen moeten de dijk sterker maken om bewoners veiligheid te bieden bij hoogwater.